# Jogos do Sudeste Asiático de 1991
Os Jogos do Sudeste Asiático de 1991 foram a 16ª edição do evento multiesportivo, realizado na cidade de Manila, nas Filipinas, entre os dias 24 de novembro e 3 de dezembro.

## Países participantes
Nove países participaram do evento:
- Brunei
- Laos
- Tailândia
- Myanmar
- Malásia
- Singapura
- Indonésia
- Filipinas
- Vietname

## Modalidades
Foram disputadas 28 modalidades nesta edição dos Jogos:
| - Atletismo - Badminton - Basquete - Bilhar - Boliche - Boxe - Caratê - Ciclismo - Esgrima - Esportes aquáticos - Fisiculturismo - Futebol - Ginástica - Golf | - Judô - Levantamento de peso - Remo - Sepaktakraw - Softball - Squash - Taekwondo - Tênis - Tênis de mesa - Tiro - Tiro com arco - Vela - Vôlei - Wushu |

## Quadro de medalhas
País sede destacado.
| Ordem | País      | Medalha de ouro | Medalha de prata | Medalha de bronze |       |
| ----- | --------- | --------------- | ---------------- | ----------------- | ----- |
| 1     | Indonésia | 92              | 86               | 67                | 245   |
| 2     | Filipinas | 91              | 62               | 86                | 239   |
| 3     | Tailândia | 72              | 80               | 69                | 221   |
| 4     | Malásia   | 36              | 38               | 66                | 140   |
| 5     | Singapura | 18              | 32               | 45                | 95    |
| 6     | Myanmar   | 12              | 16               | 29                | 57    |
| 7     | Vietname  | 7               | 12               | 10                | 29    |
| 8     | Brunei    |                 |                  | 8                 | 8     |
| TOTAL | TOTAL     | 328             | 326              | 380               | 1 034 |